# Barbro Frodi
Barbro Alice Margareta "Babs" Frodi, född 29 augusti 1934 i Örgryte, död 11 juni 2017 i Åsa, var en svensk tv-producent, fotograf, sagoförfattare och galopprofil.

## Biografi

### Familj
Barbro Frodi var dotter till direktör Roland Frodi (1888–1975) och dennes maka Vanja Dymling (1895–1987). Hon var yngre syster till Berit och Ittla Frodi.

### Karriär inom press och tv
I slutet av 1950-talet medverkade Barbro Frodi som sagoförfattare och fotograf i flera tidningar, med illustratören och serieskaparen Rune Andréasson som återkommande samarbetspartner. Hon förekom även som seriefigur i den senares veckoserie Brum (avsnitt #601 och 602). Vidare hjälpte hon till att skapa Andréassons tv-serie Nalle ritar och berättar (1958–59). Sedan Andréasson flyttat till Stockholm började hon jobba med animerad film på egen hand. 
Åren 1963–1988 var hon tv-producent i Göteborg, främst bildproducent, med ansvar för många barnprogram. Hon specialiserade sig så småningom på reportage om landsbygden och dess befolkning.

### Ridsport
Hon hade också en karriär som framgångsrik amatörjockey. Första ritten som amatörryttare gjorde hon 1954. Hon red hem 12 segrar åren 1957–1966, blev nationell ryttarchampion 1958 och utmärkte sig som 1966 års främsta amatörryttare på Åbygaloppen. Hon fortsatte tävlingsrida sporadiskt fram t.o.m. 1985 varefter hon gjorde en avslutande ritt 1992 vid 56 års ålder. Hon red även hinderlopp; i häckloppet HM Drottningens Pris på Täbys Cupdag 1984 kom hon femma. Hon fortsatte som tränare fram till slutet av 1990-talet, med en sista tävlingsvinst 1998. Hon var därutöver också uppfödare och sponsor. Under 2000-talet utnämndes hon till hedersmedlem i Göteborgs Galoppsällskap.

### Död
Frodi avled efter en kort tids sjukdom den 11 juni 2017.

## Sagor
| När  | När       | Titel                              | Publicering      | Publicering | Publicering | Illustratör     |
| år   | månad     | Titel                              | publikation      | nr          | sidnr       | Illustratör     |
| ---- | --------- | ---------------------------------- | ---------------- | ----------- | ----------- | --------------- |
| 1955 | november  | ”Snigeln Joakim på frisersalong”   | Blondie          | 13          | 20–21       | Rune Andréasson |
| 1956 | januari   | ”Den odödliga julgranen”           | Blondie          | 1           | 20–21       | Rune Andréasson |
| 1956 | mars      | ”Troll-Joakim och Sjö-Prinsessan”  | Blondie          | 4           | 20–21+7     | Rune Andréasson |
| 1956 | mars      | ”Ekorr-Lisa och Häxan”             | Tuff och Tuss    | 3           | 17          | Rune Andréasson |
| 1956 | juli      | ”Jesper igelkott blir en annan!!!” | Tuff och Tuss    | 7           | 14–15       | Rune Andréasson |
| 1956 | augusti   | ”Cirkusponnier på vift”            | Tuff och Tuss    | 8           | 28–29       | Rune Andréasson |
| 1956 | september | ”Burr”                             | Tuff och Tuss    | 9           | 16–17       | Rune Andréasson |
| 1956 | december  | ”Bums i snön" (julsaga)            | Tuff och Tuss    | 12          | 40–43       | Rune Andréasson |
| 1956 | december  | "Uhuu: en så'n nyårsnatt!"         | Göteborgs-Posten |             |             | Rune Andréasson |

## Filmografi
- 1958 – Linje sex (scripta)[15]

## Fotografiskt serieskapande
- 1959 – "Nalle och Hustomten" (manus: Rune Andréasson), i Cirkus 1959:1–11
- 1960 – "Jens, Kaninerna och Bums", i Bildjournalen 1960:12–[16]

## TV-produktioner (i urval)
| År      | Titel                            | Regi              | Funktion                   | Ref.                               |
| ------- | -------------------------------- | ----------------- | -------------------------- | ---------------------------------- |
| 1958–59 | Nalle ritar och berättar         | Rune Andréasson   | medarbetare                | [ 8 ]                              |
| 1963    | Jensen, Kaninen och Kaninan      |                   | ospecificerat              | [ 17 ]                             |
| 1966    | Till häst i fjällvärlden         |                   | reporter (om inte annat)   | [ 18 ]                             |
| 1966    | Vår egen cirkus                  |                   | producent                  | [ 19 ]                             |
| 1966    | Hälsa farmor!                    |                   | ospecificerat              | [ 20 ]                             |
| 1967    | Polis, polis                     | Jerzy Gruza       | regiassistent              | [ 21 ]                             |
| 1967    | Jakten på Knubbi                 |                   | manusförfattare; producent | [ 22 ]                             |
| 1967    | Plattbaren                       |                   | producent                  | [ 23 ]                             |
| 1967    | Kommer strax                     |                   | producent                  | [ 24 ]                             |
| 1970    | Kameliadamen                     | Leif Söderström   | producent                  | [ 25 ]                             |
| 1972    | Flotten                          | Lennart Hjulström | producent                  | [ 26 ]                             |
| 1972    | Hemmet                           | Lennart Hjulström | producent                  | [ 27 ]                             |
| 1973    | Har vi inte alltid haft det bra? | Carin Mannheimer  | bildproducent              | [ 28 ] [ 29 ]                      |
| 1975    | Gyllene år                       | Lennart Hjulström | producent                  | [ 30 ]                             |
| 1977    | Hemma med Ria                    |                   | producent                  | [ 31 ]                             |
| 1979    | Året på gården                   |                   | producent                  | [ 32 ] [ 33 ] [ 34 ]               |
| 1980    | Bröllop med förhinder            | Barbro Frodi      | regissör                   | [ 35 ]                             |
| 1982–85 | Odlingstid                       |                   | producent                  | [ 36 ] [ 37 ] [ 38 ] [ 39 ] [ 40 ] |
| 1984    | Polisen som vägrade ge upp       | Arne Lifmark      | "technical director"       | [ 41 ]                             |
| 1986    | Visvandring i vintertid          |                   | producent                  | [ 42 ]                             |
| 1988    | Polisen som vägrade ta semester  | Arne Lifmark      | "technical director"       | [ 43 ]                             |
| 1992    | Efter föreställningen            | Bo Widerberg      | bildproducent              | [ 44 ]                             |